# Chiesa di Santa Maria Assunta (Fiume)
La chiesa di Santa Maria Assunta (in croato crkva Uznesenja Blažene Djevice Marije) è un edificio di culto cattolico situato nel centro storico della città di Fiume.

## Storia
La chiesa fu eretta su preesistenti strutture romane, risulta citata per la prima volta in un documento del XV secolo mentre un'iscrizione sul campanile cita vi riportata la data del 1377. Dopo le distruzioni subite da Fiume nel 1509 la struttura fu sottoposta a una serie di restauri e rifacimenti, in cui fu realizzato il rosone. Nei decenni successivi il fabbricato fu ampliato e rifatto in forme barocche. Tra il 1716 e il 1726 alla chiesa fu aggiunto il coro rococò.
Nel 1842 la facciata fu rifatta in stile neoclassico, mentre nel 1890 fu costruito l'attuale frontone. Nel 1901 fu rifatto il pavimento e le lapidi sepolcrali che vi erano collocate furono murate lungo le pareti laterali interne dell'edificio. Fino al 1925, anno in cui il titolo passò alla chiesa di San Vito, era il duomo della città quarnerina.

## Descrizione
La chiesa è caratterizzata da un campanile, separato dal resto dell'edificio, che presenta una singolare pendenza di 40 cm. L'altar maggiore è opera dello scultore padovano Jacopo Contiero, mentre la pala d'altare dell'Assunta, è una copia di un'opera di Tiziano Vecellio realizzata dal pittore locale Giovanni Simonetti nel 1852.